# ユーロプロップ・インターナショナル

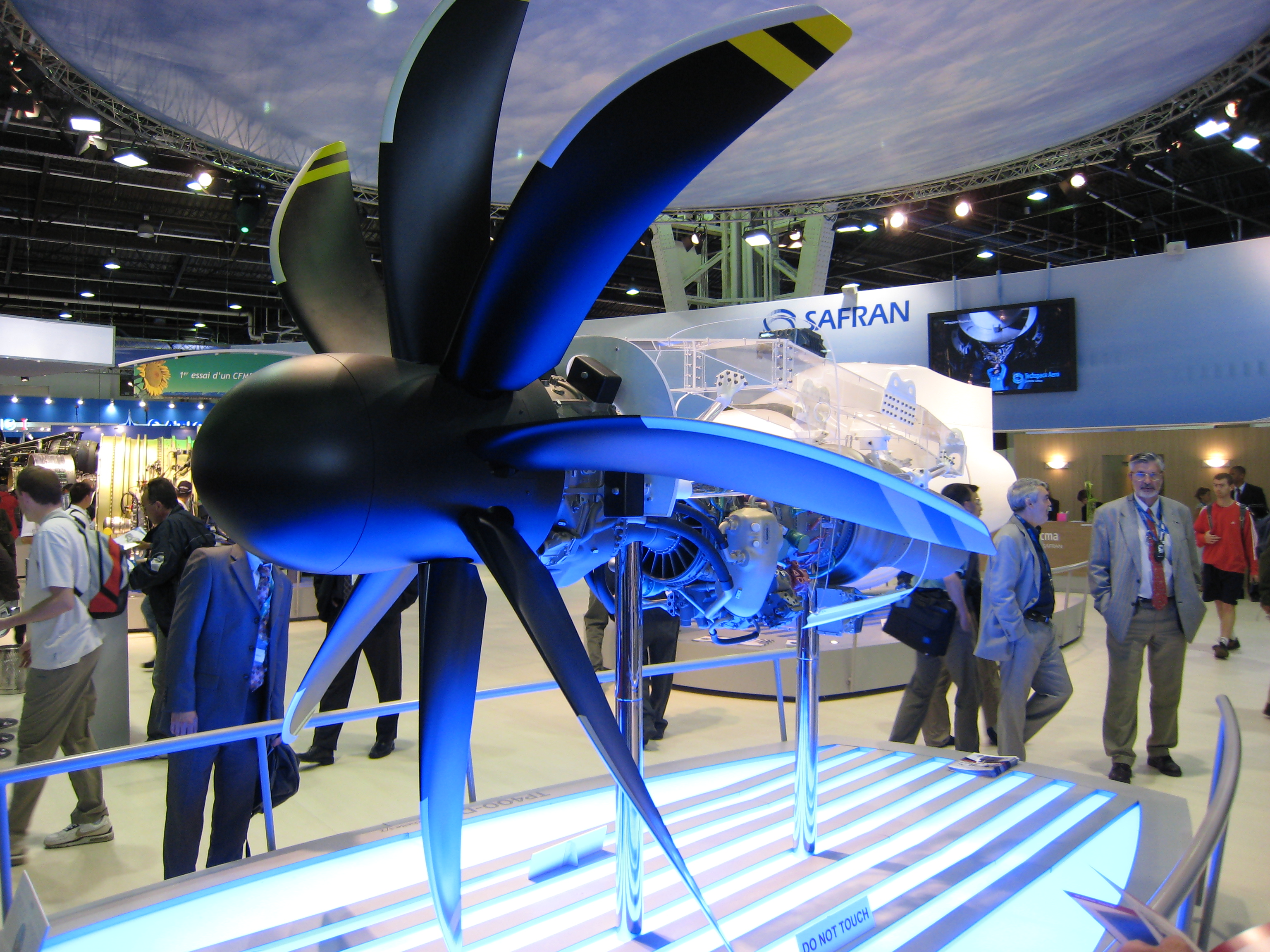
2007年のパリ航空ショーで展示されたユーロプロップ インターナショナルTP400-D6

ユーロプロップ・インターナショナル (EPI; Europrop International Gmbh) は、ヨーロッパのMTUエアロ・エンジンズ、スネクマ、ロールス・ロイス・ホールディングス、インダストリア・デ・ターボ・プロパルゾレスで構成される航空機用エンジン製造の合弁企業である。会社はエアバス400M輸送機に搭載予定のTP400-D6 10,690shp ターボプロップエンジンの開発、製造、販売を行う。本社は、ドイツのミュンヘンに置かれ、スペインのマドリードに支社がある。
ユーロプロップ構成各社の出資比率:
- MTUエアロ・エンジンズ (28%) ドイツ
- ロールス・ロイス・ホールディングス (28%) イギリス
- スネクマ (28%) フランス
- インダストリア・デ・ターボ・プロパルゾレス （セネル・アエロナウティカとロールス・ロイス・ホールディングスの合弁企業） (16%) スペイン[1]

TP400-D6の作業分担比率は構成各国が購入する割合を元にしている。現在の生産分担割合は、スネクマ 32.2% (Techspace Aeroを含む), ロールス・ロイス・ホールディングス 25%（ドイツでの操業を含む）, MTU 22.2%, ITP 20.6%（前部軸受けの構造体と排気ノズルの組み立てを担当するトルコのTEIを含む）となっている